# Phil Greene
Phillip Edward Greene IV (Chicago, 24 ottobre 1992) è un cestista statunitense, professionista in Europa.

## Carriera
Trascorre gli anni del college alla St. John's University di New York (13,03 punti di media nell'anno da senior) e il 19 agosto 2015, dopo la NBA Summer League con i Toronto Raptors, firma in Turchia al Banvit, per poi essere girato in prestito nella Türkiye 2. Basketbol Ligi, seconda lega turca, al Bandirma Kirmizi (18,1 punti a partita). La stagione successiva firma nel Derthona Basket in Serie A2, con cui gioca a 15,5 punti di media e raggiunge il secondo turno dei play-off promozione. Rimane in Italia anche nella stagione successiva, passando nel girone Est alla Scaligera Basket Verona, con cui raggiunge ancora una volta il secondo turno dei play-off e aumenta le proprie medie (18 punti). Nell'estate del 2018 dopo aver partecipato nuovamente alla Summer League con i Dallas Mavericks, torna in Turchia, questa volta nella Basketbol Süper Ligi e nel Gaziantep. Dopo aver giocato solo 9 partite a causa di un infortunio, il 19 marzo 2019 si trasferisce in Polonia al Trefl Sopot. Il 6 maggio dello stesso anno, fa ritorno in Italia, venendo ingaggiato da Brindisi.

## Palmarès

### Squadra
- FIBA Europe Cup: 1

Włocławek: 2022-2023

### Individuale
- FIBA Europe Cup Final MVP: 1

Włocławek: 2022-2023